# 신드박쥐
신드박쥐(Eptesicus nasutus)는 애기박쥐과에 속하는 박쥐의 일종이다. 아프가니스탄과 이란, 이라크, 오만, 파키스탄, 사우디아라비아 그리고 예멘에서 발견된다.

## 특징
작은 박쥐로 몸통 길이가 48~70mm이고 전완장이 35.4~36.9mm, 꼬리 길이가 38~46mm이다. 발 길이는 7~8mm이고 귀 길이는 12.5~14mm, 몸무게는 최대 14g이다. 털은 무성하고 짧다. 등쪽 털은 갈색빛 노랑을 띠는 반면에 배쪽은 좀더 밝다. 주둥이는 워뿔형이다.

## 생태
바다 근처 동굴과 암벽 틈, 방치된 건물 잔해 사이 등에 작은 무리를 지어 생활한다. 먹이는 곤충이다.

## 분포 및 서식지
아라비아반도 남부와 동부, 이란 남부, 파키스탄 중부와 아프가니스탄 동부 지역까지 널리 분포한다. 바다 근처의 준건조 환경과 모래언덕에서 서식한다. 파키스탄에서는 해발 최대 860m 이하 지역에서 관찰된다.

## 아종
4종의 아종이 알려져 있다.
- E. n. nasutus - 파키스탄 신드 및 바루치스탄 지역, 아프가니스탄
- E. n. batinensis (Harrison, 1968) - 오만, 사우디 아라비아 동부, 아랍에미리트, 카타르와 바레인에서도 서식하는 것으로 추정
- E. n. matschiei (Thomas, 1905) - 예멘, 사우디 아라비아 남서부
- E. n. pellucens (Thomas, 1906) - 이라크 남동부, 쿠웨이트, 이란 남서부와 남부